# Монгкут
Монгкут, Рама IV (18 жовтня 1804 — 1 жовтня 1868, Бангкок, Сіам) — четвертий король Сіаму в 1851-1868 роках з династії Чакрі.

## Життєпис
Після смерті батька в 1824 році змушений піти в буддійський монастир, так як його батько не оголосив офіційного наступника, а більшість царедворців підтримало його старшого брата Чессадабодіндру (Рама III Нангклао), який, ставши королем, прийняв ім'я Пра Нангклао.
Під час перебування в монастирі принц Монгкут вивчав європейські та східні мови, займався вивченням давньоіндійських буддійських текстів. Спостерігаючи за життям у монастирі, прийшов до висновку, що сіамське духовенство втратило ортодоксальну чистоту та заснував нову течію в буддизмі Тхеравади — Дхаммают (існує до цього дня), правила в якій ближче до ортодоксального буддизму, ніж звичайні практики.
Після смерті брата в 1851 році принц Монгкут залишив монастир і став новим королем Рамою IV. Під час його правління Сіам проводив політику зближення з європейськими державами, уникаючи колонізації Великою Британією або Францією, що коштувало королю поступок у торгівлі та в території.
У 1855 році змушений укласти договір з Великою Британією, за яким Сіам йшов на значні поступки, включаючи право екстериторіальності для британських підданих. У наступні роки, щоб не допустити посилення Великої Британії в Сіамі, Рама IV уклав ряд подібних договорів з іншими європейськими державами: в 1856 році — з Францією, в 1859 — з Португалією, в 1860 — з Нідерландами , в 1862 — з Пруссією, а в 1868 — з Бельгією, Італією, Швецією та Норвегією. Таким чином, Монгкуту вдалося не поступитися політичним суверенітетом Сіаму, ведучи тонку дипломатичну гру на різниці інтересів європейських країн в цьому регіоні. Однак він не зміг протистояти наростаючому тиску Франції і в 1867 році майже вся територія Камбоджі перейшла під її протекторат.
У 1868 році, під час поїздки по болотистих районах країни, Монгкут захворів на малярію та після повернення в Бангкок помер.

## Родина
Дочка Монгкута — Сунандха Кумаріратана — загинула в 1880 році. Її королівський човен перекинувся, але ніхто зі спостерігачів за трагедією був не в силах їй допомогти — за сіамськими законами тих часів, ніхто не мав права торкатися до королівської сім'ї.

## Цікавинки
Деякі факти з історії та традицій Сіаму, в тому числі і біографія Рами IV, стали відомі широкій європейській аудиторії завдяки роману про життя Анни Леонуенс — англійки, яка протягом п'яти років викладала у відкритій Монгкутом палацовій школі для королівських дітей. Книга «Анна та король Сіаму», написана про неї американською письменницею Маргарет Лендон, лягла в основу мюзиклу « Король і я», а також кількох художніх фільмів (в тому числі «Король і я» — 1956 рік (екранізація мюзиклу), і «Анна та Король» — 1999). Згодом багато фактів у цій книзі були визнані вигадкою, а фільм «Анна і король» донині заборонений до показу в Таїланді, як такий, що «порочить образ короля Монгкута», шанованого всіма тайцями.